# Velorex
La Velorex è stata una casa automobilistica cecoslovacca attiva nel settore dei veicoli a tre ruote dal 1945 al 1973.
La casa inoltre ha prodotto sidecar per motociclette e per un breve periodo (1971-1973), una vetturetta a quattro ruote.

## Storia

### Le origini
Nel 1936 i fratelli František (1914-1954) e Mojmír (1924-2011) Stránský, proprietari di un negozio per la riparazione di biciclette nel villaggio di Parník vicino a Česká Třebová, cominciarono a progettare una vettura a tre ruote ispirata alla Morgan Three Wheeler inglese.
I due giovani, utilizzando un telaio formato da tubi di biciclette, un motore motociclistico ČZ e una carrozzeria di lamiera, realizzarono nel 1943 il loro primo prototipo che chiamarono "Oskar".
A partire dal 1945 i due fratelli costruirono i primi esemplari in piccola serie in cui la carrozzeria di lamiera era stata sostituita da una di tela vinilica impermeabile chiamata “Igelit”, tesa sul telaio tubolare e fissata da viti e rondelle amovibili.
Tre esemplari furono motorizzati da un motore ČZ di 150 cc della potenza di 6 CV (4 kW), tre con un motore PAL di 300 cc e sei con un motore Jawa di 250 cc.
Nel dopo guerra c'era una enorme necessità di veicoli a motore economici e le piccole vetturette, costando meno di un quarto della più economica automobile disponibile, ebbero un immediato successo.

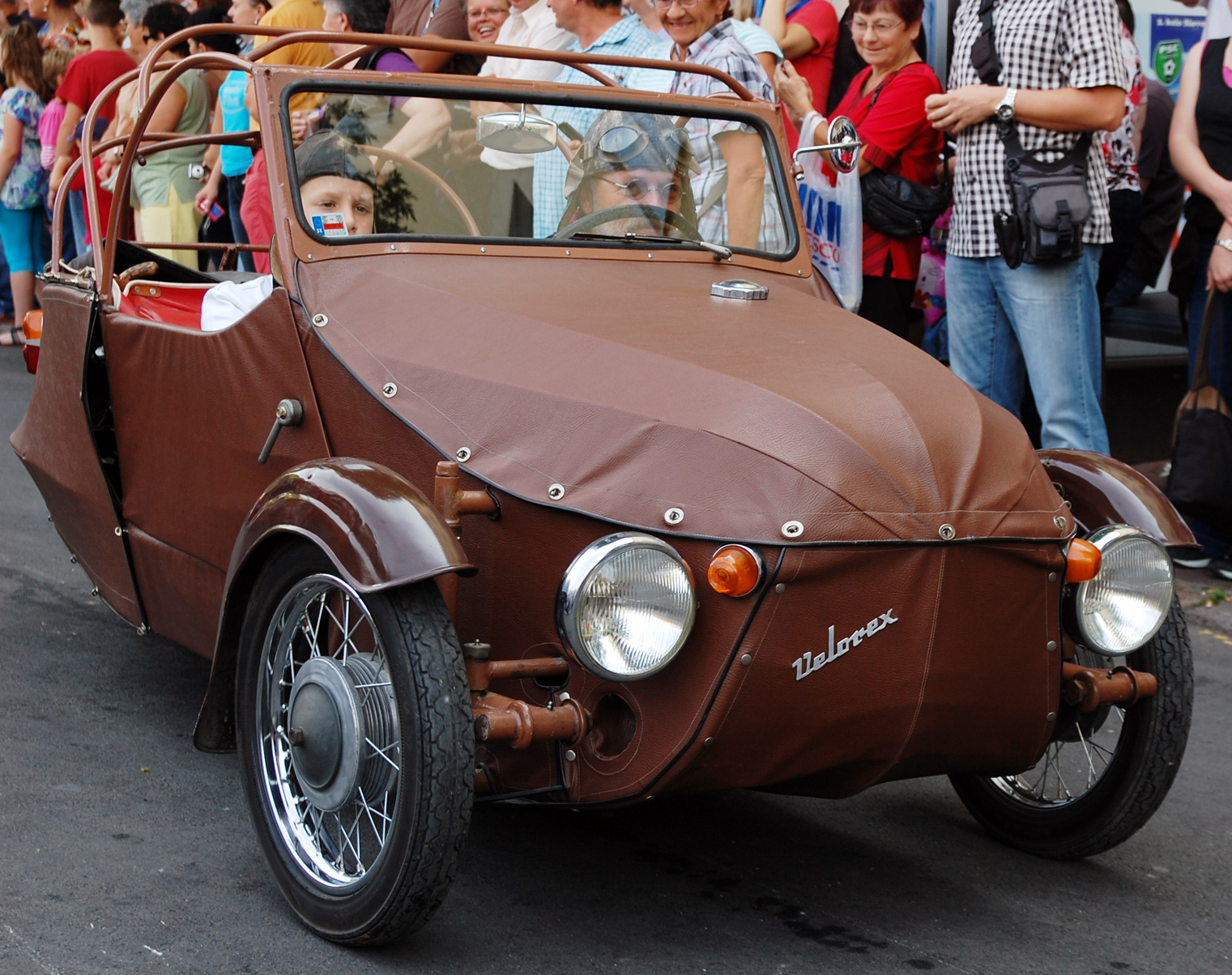
Una Velorex

### Sviluppo postbellico
Nel 1950 la piccola officina si trasferì a Hradec Králové presso le officine della Velo e poi di nuovo nel 1951 in uno stabilimento ancora più grande situato a Solnice. In quell'anno furono prodotte 120 Oskar 54, l'anno successivo 180, fino a raggiungere una produzione di 40 esemplari mensili nel 1954.
Il 21 gennaio 1954, František Stránský perse la vita durante il collaudo di un prototipo e poiché il fratello Mojmír si era rifiutato di aderire al partito comunista cecoslovacco, il governo si appropriò della ditta dei fratelli Stránský e continuò la produzione dei veicoli a tre ruote chiamandoli solamente Velorex. 
Nel 1959 la produzione raggiunse i 120 esemplari al mese.
Nel 1961 parte della produzione si trasferì in un nuovo stabilimento a Rychnov nad Kněžnou. 
Nel 1963 iniziò la produzione del nuovo "Modello 16" (equipaggiato con motori ČZ 175 o Jawa 350 tipo 572) e il modello fu nuovamente modernizzato nel 1968. La vetturetta raggiungeva una velocita massima di 85 km/ora.
Nel 1971 la produzione di auto a tre ruote si fermò e la società passò alla produzione di un veicolo a quattro ruote, il "Modello 435-0", che montava il motore Jawa 350 tipo 572-04. I problemi di progettazione e produzione, nonché l'incapacità di competere con le auto di categoria superiore (comprese le Trabant tedesco-orientali), fecero del veicolo a quattro ruote un fallimento commerciale e la sua produzione fu interrotta nel 1973. 
Le previsioni di produrre una piccola auto simile alla Fiat 500 o un piccolo camion simile a un risciò non si realizzarono.
Per tutto il tempo in cui le Velorex rimasero in produzione la domanda superò l'offerta tanto che i veicoli prodotti furono riservati quasi esclusivamente agli invalidi, previo esame di un'apposita commissione.
I pezzi di ricambio per i veicoli Velorex furono prodotti inizialmente nello stabilimento di Solnice e poi a Rychnov nad Kněžnou dopo il 1975. A metà degli anni '80, l'India cercò di ottenere la licenza per produrre le vetturette a tre ruote; l'affare non andò a buon fine perché le attrezzature originali non esistevano più.

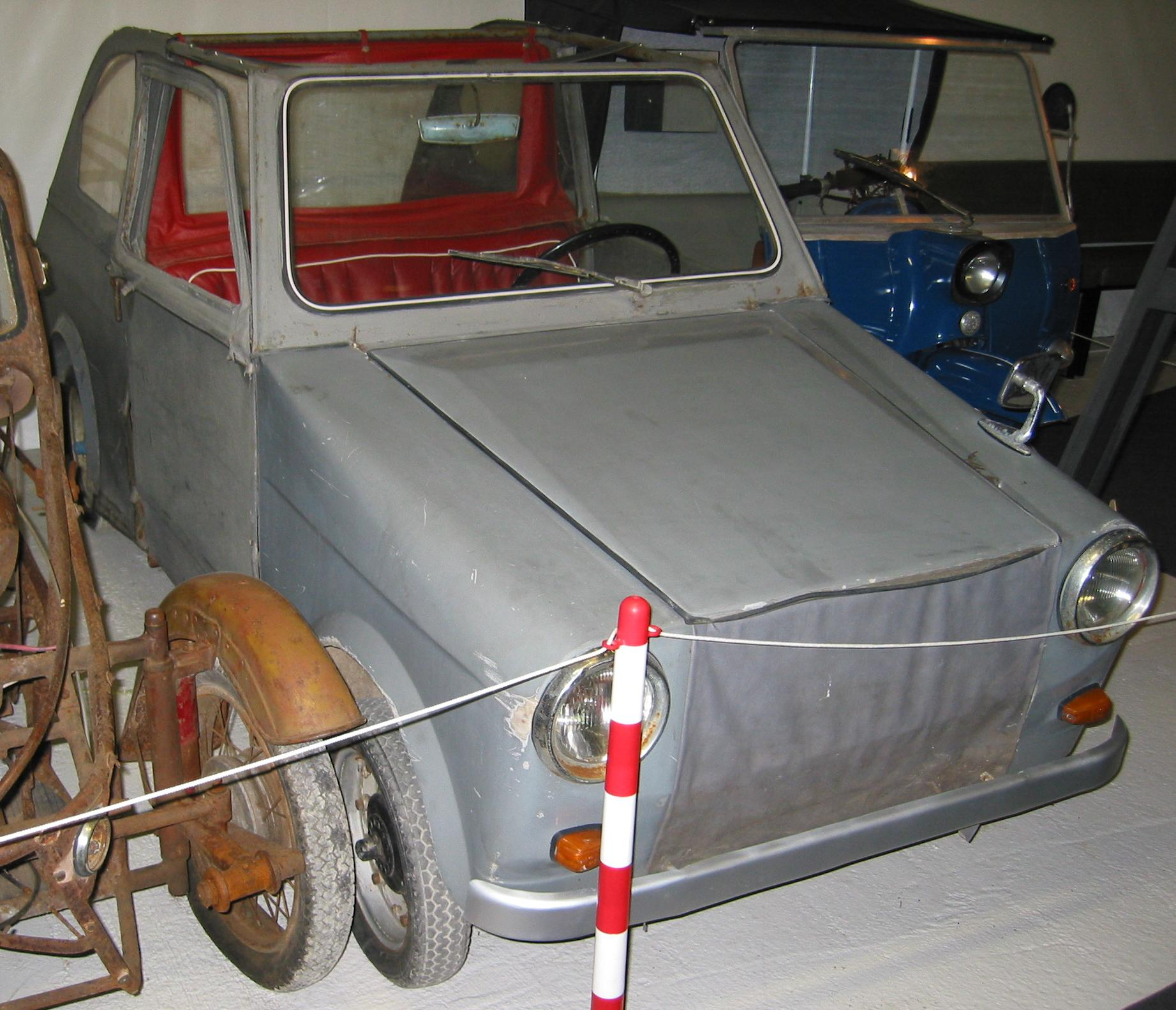
Una Velorex a quattro ruote

## Esemplari prodotti
| Modello                                 | Totale |
| --------------------------------------- | ------ |
| Oskar 54, Velorex Oskar, Velorex 16/250 | 2.500  |
| Velorex 16/175                          | 800    |
| Velorex 16/350                          | 12.000 |
| Velorex 435-0 (a quattro ruote)         | 1.380  |